# پاپریان
پاپَریان (نام علمی: Ptiliinae) نام یک زیرخانواده از خانواده سوسک‌های پاپر است.
آنها در مواد پوسیده آلی در طیف وسیعی از زیستگاه‌ها یافت می‌شوند. گیره آن‌ها معمولاً تنها حاوی یک تخم است که در مقایسه با اندازه‌های ماده بالغ بسیار بزرگ است، گاهی اوقات به اندازه نیمی از بدن خود سوسک.